# I Like the Way She Do It
"I Like the Way She Do It" is de eerste single van het tweede studioalbum van G-Unit, T.O.S.
Het nummer werd opgenomen voordat Young Buck uit G-Unit werd gezet, vandaar dat hij in dit nummer te horen is. In de video is Young Buck echter niet meer te zien en is zijn couplet weggeknipt. De single presteerde matig, voorafgaand aan de teleurstellende verkoopcijfers van het bijbehorende album.

## Hitnoteringen
| Hitlijst             | Hoogste positie |
| -------------------- | --------------- |
| VS Billboard Hot 100 | 95              |